# Litewska Dywizja Strzelców
Litewska Dywizja Strzelców – związek taktyczny piechoty Armii Czerwonej okresu wojny domowej w Rosji i wojny polsko-bolszewickiej.

## Formowanie i walki
Dywizja sformowana została na przełomie maja i czerwca 1919 jako Noworżewska Dywizja Strzelców.
14 czerwca przemianowana na Pskowską, a w styczniu 1919 na Litewską Dywizję Strzelców. 
Początkowo walczyła w szeregach 7 Armii w okolicach Piotrogrodu, a następnie w Zachodniej Armii.
W marcu 1919 weszła w skład Armii Litewsko-Białoruskiej, a miesiąc później toczyła ciężkie boje z oddziałami polskimi o Wilno. 
Podczas odwrotu na linię Dźwiny poniosła duże straty i została przeformowana w brygadę. Latem 1919 stała się zalążkiem nowo formowanej 4 Dywizji Strzelców.

## Dowódcy dywizji
- M.W. Leżinskij (III-V 1919)[2]
- W.I. Sołoduchin (5-21 V 1919)[2]